# Lingadalli, Bijapur
Lingadalli là một làng thuộc tehsil Bijapur, huyện Bijapur, bang Karnataka, Ấn Độ.